# Vayres-sur-Essonne
Vayres-sur-Essonne là một xã ở tỉnh Essonne trong vùng Île-de-France nước Pháp Prior to January 1 1968, Vayres-sur-Essonne là part of the Yvelines department.
Theo điều tra dân số năm 1999, dân số xã này là 810 người. Ước tính dân số năm 2007 là 900.
Danh xưng cư dân địa phương Vayres-sur-Essonne trong tiếng Pháp là Vayrois.